# Fran Šuklje
Fran Šuklje (24. října 1849 Lublaň – 18. srpna 1935 Novo mesto) byl rakouský politik slovinské národnosti, na konci 19. a počátku 20. století poslanec Říšské rady, zemský hejtman Kraňska.

## Biografie
Od roku 1859 studoval v Lublani gymnázium, v roce 1866 se jako dobrovolník zapojil do rakouské armády v jejím tažení v rámci prusko-rakouské války. Byl raněn v bitvě u Hradce Králové a dočasně zajat Prusy. Po návratu ze zajetí složil maturitu a absolvoval Vídeňskou univerzitu, kde studoval dva semestry práva, pak historii a zeměpis. Působil jako pedagog na školách v Kraňsku. Od roku 1872 jako suplent na reálné škole, od roku 1873 jako profesor. Od roku 1876 učil ve Vídeňské Novém Městě, v roce 1881 přešel na gymnázium v Lublani.
V červnu 1883 se stal poslancem Kraňského zemského sněmu. Počátkem roku 1885 přešel na akademické gymnázium ve Vídni a roce 1885 rezignoval na zemský mandát, ale v prosinci téhož roku jej znovu výraznou většinou obhájil. V 80. letech 19. století se zapojil i do celostátní politiky. Ve volbách do Říšské rady roku 1885, získal mandát v Říšské radě (celostátní zákonodárný sbor) za městskou kurii, obvod Novo mesto, Višnja Gora atd. Rezignace oznámena na schůzi 28. ledna 1886, téhož dne opětovně složil slib. Mandát obhájil za týž obvod i v řádných volbách do Říšské rady roku 1891.
Na podzim 1894 byl jmenován dvorním radou a ředitelem státního vydavatelství školních učebnic. Tehdy rezignoval na mandát v zemském sněmu. Na schůzi 21. února 1895 byla oznámena i jeho rezignace na křeslo v Říšské radě. Přesídlil do Vídně. Ve volbách do Říšské rady roku 1897 se do Říšské rady vrátil, opět za městskou kurii, obvod Novo mesto, Višnja Gora. Setrval zde do konce funkčního období parlamentu v roce 1901. Do vídeňského parlamentu se vrátil v doplňovacích volbách v roce 1903, nastoupil sem 23. září 1903 místo Ivana Vencajze za kurii venkovských obcí, obvod Lublaň. Zvolen byl i ve volbách do Říšské rady roku 1907, konaných poprvé podle všeobecného a rovného volebního práva, kdy uspěl za obvod Kraňsko 11. Profesně se k roku 1907 uvádí jako zemský hejtman a dvorní rada. Byl členem poslaneckého klubu Slovinský klub. Rezignoval 1. července 1910 a nahradil ho Evgen Jarc.
Na jaře 1906 opětovně nastoupil i do zemského sněmu. V období let 1908 až 1911 působil jako zemský hejtman Kraňska. V této funkci skončil souběžně s koncem svého mandátu poslance Kraňského zemského sněmu. V letech 1915–1918 pobýval opět ve Vídni. Na konci války nebyl přizván do slovinské vlády a nepřijal ani mandát v jugoslávské Skupštině v Bělehradě za Slovinskou lidovou stranu.